# Teodorico II di Lusazia
Teodorico II, in tedesco Dietrich von Landsberg, (1130 circa – Petersberg, 9 febbraio 1185) fu margravio di Lusazia dal 1156 alla morte.

## Biografia
Teodorico fu il secondogenito del margravio Corrado di Meißen, dunque apparteneva alla dinastia Wettin. Suo fratello maggiore Ottone nacque nel 1125. Gli storici ritengono che oltre ad Ottone e Teodorico nacquero altre due figlie, dunque Teodorico nacque non prima del 1128. Secondo Kazimierz Jasiński, storico polacco, Teodorico nacque probabilmente intorno al 1130.
Quando suo padre abdicò e si ritirò nel monastero di Lauterberg (Petersberg) nel 1156, gli successe il figlio maggiore Ottone II nel margraviato di Meißen mentre Teodorico ricevette la marca lusaziana (Orientalis marchio), precedentemente detenuto da Enrico di Groitzsch. Ottenne inoltre i castelli di Eilenburg e Landsberg dalle mani dell'imperatore Hohenstaufen Federico Barbarossa
Sebbene a volte Teodorico si definisse margravio di Landsberg, l'entità politica corrispondente fu fondata non prima del 1261 dal margravio Enrico III di Meißen della dinastia Wettin. Nel 1165 Teodorico, con il sostegno del vescovo Guarniero di Płock, fondò l'Abbazia di Dobrilugk allo scopo di renderlo monastero di famiglia. Rimase un fermo sostenitore dell'imperatore Federico Barbarossa nella campagna del 1157 contro il duca Boleslao IV il Ricciuto di Polonia e lo accompagnò di nuovo nella sua campagna nel Regnum Italicum del 1176/77 contro le città della lega lombarda. Nel conflitto contro Enrico il Leone lo combatté attivamente assieme all'arcivescovo Wichmann di Magdeburgo e ai suoi fratelli e margravi Ottone II e Dedi di Groitzsch.
Durante il soggiorno presso l'Hoftag di Magonza dell'imperatore nel 1184, Teodorico si ammalò gravemente e morì l'anno successivo. Fu sepolto nell'abbazia di Petersberg, poiché la costruzione del monastero di Dobrilugk non era ancora terminata. L'imperatore Federico conferì quindi il margraviato al fratello minore di Teodorico, Dedi.

## Famiglia e figli
Sposò Dobroniega, figlia del duca polacco Bolesław III di Polonia e della seconda moglie Salomea di Berg. Ebbero come figli:
- Corrado, che premorì però a Teodorico;
- Gertruda, che divenne suora[2].

Ebbe un'amante chiamata Cunigunda, contessa vedova di Plötzkau. Essi ebbero:
- un figlio illegittimo di nome Teodorico, il quale fu legittimato il 12 maggio 1203 e divenne vescovo di Merseburg nel 1204.

## Ascendenza
|                         |   |                            | Genitori               |  |  | Nonni |  |  | Bisnonni               |  |  | Trisnonni        |  |
|                         |   |                            |                        |  |  |       |  |  | Teodorico I di Lusazia |  |  | Dedi I di Wettin |  |
|                         |   |                            |                        |  |  |       |  |  | Teodorico I di Lusazia |  |  | Dedi I di Wettin |  |
|                         |   | Thietburga di Haldensleben |                        |  |  |       |  |  | Teodorico I di Lusazia |  |  |                  |  |
| Thimo di Wettin         |   |                            |                        |  |  |       |  |  | Teodorico I di Lusazia |  |  |                  |  |
|                         |   | Matilde di Meißen          | Eccardo I di Meißen    |  |  |       |  |  |                        |  |  |                  |  |
|                         |   | Matilde di Meißen          | Eccardo I di Meißen    |  |  |       |  |  |                        |  |  |                  |  |
|                         |   | Matilde di Meißen          | Swanehilde di Sassonia |  |  |       |  |  |                        |  |  |                  |  |
| Corrado di Meißen       |   | Matilde di Meißen          |                        |  |  |       |  |  |                        |  |  |                  |  |
|                         |   | Ottone di Northeim         | Bernardo di Northeim   |  |  |       |  |  |                        |  |  |                  |  |
|                         |   | Ottone di Northeim         | Bernardo di Northeim   |  |  |       |  |  |                        |  |  |                  |  |
|                         |   | Ottone di Northeim         | Eilika                 |  |  |       |  |  |                        |  |  |                  |  |
| Ida di Northeim         |   | Ottone di Northeim         |                        |  |  |       |  |  |                        |  |  |                  |  |
|                         |   | Richenza di Svevia         | Ottone II di Svevia    |  |  |       |  |  |                        |  |  |                  |  |
|                         |   | Richenza di Svevia         | Ottone II di Svevia    |  |  |       |  |  |                        |  |  |                  |  |
|                         |   | Richenza di Svevia         | …                      |  |  |       |  |  |                        |  |  |                  |  |
| Teodorico II di Meißen  |   | Richenza di Svevia         |                        |  |  |       |  |  |                        |  |  |                  |  |
|                         | … | …                          |                        |  |  |       |  |  |                        |  |  |                  |  |
|                         | … | …                          |                        |  |  |       |  |  |                        |  |  |                  |  |
|                         | … | …                          |                        |  |  |       |  |  |                        |  |  |                  |  |
| Adalberto di Ravenstein | … |                            |                        |  |  |       |  |  |                        |  |  |                  |  |
|                         |   | …                          | …                      |  |  |       |  |  |                        |  |  |                  |  |
|                         |   | …                          | …                      |  |  |       |  |  |                        |  |  |                  |  |
|                         |   | …                          | …                      |  |  |       |  |  |                        |  |  |                  |  |
| Liutgarda di Elchingen  |   | …                          |                        |  |  |       |  |  |                        |  |  |                  |  |
|                         |   | …                          | …                      |  |  |       |  |  |                        |  |  |                  |  |
|                         |   | …                          | …                      |  |  |       |  |  |                        |  |  |                  |  |
|                         |   | …                          | …                      |  |  |       |  |  |                        |  |  |                  |  |
| Berta di Boll           |   | …                          |                        |  |  |       |  |  |                        |  |  |                  |  |
|                         |   | …                          | …                      |  |  |       |  |  |                        |  |  |                  |  |
|                         |   | …                          | …                      |  |  |       |  |  |                        |  |  |                  |  |
|                         |   | …                          | …                      |  |  |       |  |  |                        |  |  |                  |  |
|                         |   | …                          |                        |  |  |       |  |  |                        |  |  |                  |  |